# Briefmarken-Jahrgang 2017 der Bundesrepublik Deutschland
Der Briefmarken-Jahrgang 2017 der Bundesrepublik Deutschland wurde im Oktober 2015 vom zuständigen Bundesministerium der Finanzen vorgestellt und umfasste 52 Briefmarken.
Am 3. Januar 2017 wurden zum ersten Mal seit 2008 zwei neue  Automatenmarken verausgabt.

## Liste der Ausgaben und Motive
Legende
- Bild: Eine bearbeitete Abbildung der genannten Marke. Das Verhältnis der Größe der Briefmarken zueinander ist in diesem Artikel annähernd maßstabsgerecht dargestellt. Sollten keine Marken abgebildet sein, liegt es daran, dass das Urheberrecht des Künstlers noch nicht erloschen ist.
- Beschreibung: Eine Kurzbeschreibung des Motivs und/oder des Ausgabegrundes. Bei ausgegebenen Serien oder Blocks werden die zusammengehörigen Beschreibungen mit einer Markierung versehen eingerückt.
- Wert: Der Frankaturwert der einzelnen Marke in Eurocent. Ein „+“ bedeutet, dass es sich um eine Zuschlagsmarke handelt (= Frankaturwert + Spende).
- Ausgabedatum: Das Datum des erstmaligen Verkaufs dieser Briefmarke.
- Auflage: Soweit bekannt, wird hier die zum Verkauf angebotene Anzahl dieser Ausgabe angegeben.
- Entwurf: Soweit bekannt, wird hier angegeben, von wem der Entwurf dieser Marke stammt.
- Mi.-Nr.: Diese Briefmarke wird im Michel-Katalog unter der entsprechenden Nummer gelistet.

| Sondermarken    | |                   |                       |                                  |                                          |                  |
| Bild            | Beschreibung | Werte in Eurocent | Ausgabe- datum (2017) | Auflage                          | Entwurf                                  | Mi.-Nr.          |
|                 | Serie: Schätze aus deutschen Museen - Das Mädchen mit dem Weinglas (Jan Vermeer) | 70                | 2. Januar             | 5.413.000 davon 37.000 auf ETB   | Stefan Klein und Olaf Neumann            | 3274             |
|                 | - Pfefferfresser, Jungfernkranich und Haubenkranich in einer Landschaft (Jean-Baptiste Oudry)                                                                                            | 70                | 2. Januar             | 5.413.000 davon 37.000 auf ETB   | Stefan Klein und Olaf Neumann            | 3275             |
|                 | 25 Jahre Stiftung Topographie des Terrors | 45                | 2. Januar             | 3.909.000 davon 37.000 auf ETB   | Matthias Beyrow                          | 3276             |
|                 | Die Bibel in der Übersetzung Martin Luthers | 260               | 2. Januar             | 15.463.000 davon 37.000 auf ETB  | Peter Krüll                              | 3277             |
|                 | Eröffnung der Elbphilharmonie | 145               | 2. Januar             | 4.865.000 davon 37.000 auf ETB   | Thomas Steinacker                        | 3278             |
|                 | Dampfschiff „Die Weser“ selbstklebend aus Folienblatt | 70                | 2. Januar             | 330.380.000 davon 37.000 auf ETB | Astrid Grahl und Lutz Menze              | 3279 FB 62       |
|                 | Serie: Schätze aus deutschen Museen - Das Mädchen mit dem Weinglas - Pfefferfresser, Jungfernkranich und Haubenkranich in einer Landschaft (Jean-Baptiste Oudry) selbstklebend aus Rolle | je 70             | 2. Januar             | 267.609.000 davon 37.000 auf ETB | Stefan Klein und Olaf Neumann            | 3280, 3281       |
|                 | Plusmarken-Serie: Für die Wohlfahrtspflege – Grimms Märchen zur Unterstützung der Bundesarbeitsgemeinschaft der Freien Wohlfahrtspflege e. V. - Bremer Stadtmusikanten: Freunde treffen  | 70+30             | 9. Februar            | 2.997.000 davon 37.000 auf ETB   | Astrid Grahl und Lutz Menze              | 3282             |
|                 | - Bremer Stadtmusikanten: Der Überfall | 85+40             | 9. Februar            | 3.724.000 davon 37.000 auf ETB   | Astrid Grahl und Lutz Menze              | 3283             |
|                 | - Bremer Stadtmusikanten: Im neuen Zuhause | 145+55            | 9. Februar            | 5.282.000 davon 37.000 auf ETB   | Astrid Grahl und Lutz Menze              | 3284             |
|                 | Serie: Burgen und Schlösser - Schloss Ludwigsburg | 70                | 9. Februar            | 5.347.000 davon 37.000 auf ETB   | Nicole Elsenbach                         | 3285             |
|                 | Eröffnung der Elbphilharmonie selbstklebend aus Folienblatt | 145               | 9. Februar            | 180.740.000 davon 37.000 auf ETB | Thomas Steinacker                        | 3286 FB 63       |
|                 | Plusmarken-Serie: Für die Wohlfahrtspflege – Grimms Märchen - Die Bremer Stadtmusikanten: Freunde treffen selbstklebend aus Markenheftchen und Rolle                                     | 70+30             | 9. Februar            | 13.894.000 davon 37.000 auf ETB  | Astrid Grahl und Lutz Menze              | 3287 MH 105      |
|                 | Serie: Tierkinder - Iltis | 85                | 1. März               | 3.783.000 davon 37.000 auf ETB   | Nicole Elsenbach und Frank Fienbork      | 3288             |
|                 | - Wildschwein | 85                | 1. März               | 3.783.000 davon 37.000 auf ETB   | Nicole Elsenbach und Frank Fienbork      | 3289             |
|                 | 1000 Jahre Stadt Neunburg vorm Wald | 45                | 1. März               | 4.871.000 davon 37.000 auf ETB   | Julia Warbanow                           | 3290             |
|                 | G20-Präsidentschaft Deutschland | 70                | 1. März               | 16.257.000 davon 37.000 auf ETB  | Annette le Fort und André Heers          | 3291             |
|                 | Otto Waalkes: Bunter Gruß vom Ottifant | 70                | 1. März               | 5.402.000 davon 37.000 auf ETB   | Thomas Steinacker                        | 3292             |
|                 | Serie: Tierkinder - Wildschwein - Iltis selbstklebend aus Folienblatt | je 85             | 1. März               | 56.700.000 davon 37.000 auf ETB  | Nicole Elsenbach und Frank Fienbork      | 3293, 3294 FB 64 |
|                 | Otto Waalkes: Bunter Gruß vom Ottifant selbstklebend aus Folienblatt | 70                | 1. März               | 53.350.000 davon 37.000 auf ETB  | Thomas Steinacker                        | 3295 FB 65       |
|                 | Serie: Automobil-Klassiker (1950er bis 1980er Jahre) - Opel Manta A | 90                | 13. April             | 3.684.000 davon 37.000 auf ETB   | Thomas Serres                            | 3297             |
|                 | - VW Golf 1 | 90                | 13. April             | 3.694.000 davon 37.000 auf ETB   | Thomas Serres                            | 3298             |
|                 | Serie: Weltkulturerbe der UNESCO - Bergwerk Rammelsberg, Altstadt von Goslar und Oberharzer Wasserwirtschaft                                                                             | 145               | 13. April             | 3.777.000 davon 37.000 auf ETB   | Nina Clausing                            | 3299             |
|                 | 500 Jahre Reformation Gemeinschaftsausgabe mit Brasilien | 70                | 13. April             | 6.419.000 davon 37.000 auf ETB   | Antonia Graschberger                     | 3300             |
|                 | Serie: Automobil-Klassiker (1950er bis 1980er Jahre) - Opel Manta A - VW Golf 1 selbstklebend aus Folienblatt                                                                            | je 90             | 13. April             | 11.305.000 davon 37.000 auf ETB  | Thomas Serres                            | 3301, 3302 FB 66 |
|                 | Serie: Schreibanlässe - Trauer | 70                | 11. Mai               | 3.616.000 davon 37.000 auf ETB   | Regina Kehn                              | 3305             |
|                 | - Einladung | 70                | 11. Mai               | 3.618.000 davon 37.000 auf ETB   | Regina Kehn                              | 3306             |
|                 | Plusmarken-Serie: Für den Sport – 50 Jahre Deutsche Sporthilfe zur Unterstützung der Stiftung Deutsche Sporthilfe - Leistung                                                             | 70+30             | 11. Mai               | 2.416.000 davon 37.000 auf ETB   | Wilfried Korfmacher                      | MH 106 3307      |
|                 | - Fairplay | 85+40             | 11. Mai               | 2.129.000 davon 37.000 auf ETB   | Wilfried Korfmacher                      | 3308             |
|                 | - Miteinander | 145+55            | 11. Mai               | 2.389.000 davon 37.000 auf ETB   | Wilfried Korfmacher                      | 3309             |
|                 | Serien: Burgen und Schlösser und Europa - Wartburg | 70                | 11. Mai               | 5.425.000 davon 37.000 auf ETB   | Nicole Elsenbach                         | 3310             |
|                 | Serien: Burgen und Schlösser - Wartburg - Schloss Ludwigsburg selbstklebend aus Folienblatt                                                                                              | je 70             | 11. Mai               | 31.860.000 davon 37.000 auf ETB  | Nicole Elsenbach                         | 3311, 3312 FB 67 |
|                 | Trauermarke selbstklebend aus Folienblatt | 70                | 11. Mai               | ?.???.000                        | Regina Kehn                              | 3313 FB 68       |
|                 | Serie: Leuchttürme - Kiel-Holtenau | 45                | 8. Juni               | 4.432.000 davon 37.000 auf ETB   | Johannes Graf                            | 3316             |
|                 | - Bremerhaven Unterfeuer | 70                | 8. Juni               | 4.821.000 davon 37.000 auf ETB   | Johannes Graf                            | 3317             |
|                 | 100. Geburtstag Heinz Sielmann | 45                | 8. Juni               | 3.849.000 davon 37.000 auf ETB   | Thomas Mayfried                          | 3318             |
|                 | 100. Geburtstag Heinz Sielmann selbstklebend aus Folienblatt | 45                | 8. Juni               | 88.560.000 davon 37.000 auf ETB  | Thomas Mayfried                          | 3319 FB 69       |
|                 | 200 Jahre Fahrrad – 1817 Karl Drais | 70                | 13. Juli              | 5.146.000 davon 37.000 auf ETB   | Rudolf Grüttner und Sabine Matthes       | 3320             |
|                 | 150 Jahre Norddeutscher Bund | 320               | 13. Juli              | 4.132.000 davon 37.000 auf ETB   | Stefan Klein und Olaf Neumann            | 3321             |
|                 | Serie: Mikrowelten - Menschliches Haar | 70                | 13. Juli              | 4.775.000 davon 37.000 auf ETB   | Andrea Voß-Acker                         | 3322             |
|                 | - Vitamin C | 85                | 13. Juli              | 3.245.000 davon 37.000 auf ETB   | Andrea Voß-Acker                         | 3323             |
|                 | Plusmarken-Serie: Für die Jugend – Motive aus der Augsburger Puppenkiste zur Unterstützung der Stiftung Deutsche Jugendmarke e. V. - Urmel aus dem Eis                                   | 70+30             | 10. August            | 1.786.000 davon 37.000 auf ETB   | Anna Berkenbusch und Christian Gralingen | 3325             |
|                 | - Kleiner König Kalle Wirsch | 85+40             | 10. August            | 1.789.000 davon 37.000 auf ETB   | Anna Berkenbusch und Christian Gralingen | 3326             |
|                 | - Kater Mikesch | 145+55            | 10. August            | 1.787.800 davon 37.000 auf ETB   | Anna Berkenbusch und Christian Gralingen | 3327             |
|                 | 400 Jahre Fruchtbringende Gesellschaft | 145               | 10. August            | 3.775.000 davon 37.000 auf ETB   | Annette le Fort und André Heers          | 3328             |
|                 | 50 Jahre Farbfernsehen in Deutschland | 70                | 10. August            | 5.317.000 davon 37.000 auf ETB   | Andreas Ahrens                           | 3329             |
|                 | Serie: Design aus Deutschland - Glasgefäße selbstklebend aus Rolle | 145               | 10. August            | 69.097.000 davon 37.000 auf ETB  | Sibylle Haase und Fritz Haase            | 3330             |
|                 | Plusmarken-Serie: Tag der Briefmarke - Comic Fix und Foxi | 70+30             | 7. September          | 1.787.000 davon 37.000 auf ETB   | Wilfried Korfmacher                      | 3331             |
|                 | 250. Geburtstag August Wilhelm Schlegel | 85                | 7. September          | 3.235.000 davon 37.000 auf ETB   | Birgit Hogrefe                           | 3332             |
|                 | 150. Geburtstag Walther Rathenau | 250               | 7. September          | 3.026.000 davon 37.000 auf ETB   | Jens Müller                              | 3333             |
|                 | Weinanbaugebiete Deutschlands | 70                | 7. September          | 5.271.000 davon 37.000 auf ETB   | Kym Erdmann                              | 3334             |
|                 | Serie: Deutsche Fernsehlegenden - Das Millionenspiel | 70                | 12. Oktober           | 4.890.000 davon 37.000 auf ETB   | Thomas Steinacker                        | 3335             |
|                 | Serie: Deutschlands schönste Panoramen - Badische Weinstraße | 45                | 12. Oktober           | 2.474.000 davon 37.000 auf ETB   | Stefan Klein und Olaf Neumann            | 3336             |
|                 | - Badische Weinstraße | 45                | 12. Oktober           | 2.474.000 davon 37.000 auf ETB   | Stefan Klein und Olaf Neumann            | 3337             |
|                 | 300. Geburtstag Johann Joachim Winckelmann | 70                | 12. Oktober           | 4.267.000 davon 37.000 auf ETB   | Susann Stefanizen                        | 3338             |
|                 | 50 Jahre Deutsche Kommission Justitia et Pax | 145               | 12. Oktober           | 3.880.000 davon 37.000 auf ETB   | Peter Krüll                              | 3339             |
|                 | Plusmarken-Serie: Weihnachten - Vom Himmel hoch | 70+30             | 2. November           | 3.215.000 davon 37.000 auf ETB   | Heribert Birnbach                        | 3340             |
|                 | Serie: Wildes Deutschland - Mecklenburgische Seenplatte | 70                | 2. November           | 4.275.000 davon 37.000 auf ETB   | Dieter Ziegenfeuter                      | 3341             |
|                 | - Reinhardswald | 90                | 2. November           | 3.245.000 davon 37.000 auf ETB   | Dieter Ziegenfeuter                      | 3342             |
|                 | 200. Geburtstag Theodor Mommsen | 190               | 2. November           | 3.221.000 davon 37.000 auf ETB   | Julia Warbanow                           | 3343             |
|                 | Weihnachtliche Kapelle | 70                | 2. November           | 6.502.000 davon 37.000 auf ETB   | Bettina Walter und Jennifer Dengler      | 3344             |
|                 | Plusmarken-Serie: Weihnachten - Vom Himmel hoch selbstklebend aus Folienblatt | 70+30             | 2. November           | 5.510.000 davon 37.000 auf ETB   | Heribert Birnbach                        | 3345 FB 70       |
|                 | Weihnachtliche Kapelle selbstklebend aus Folienblatt | 70                | 2. November           | 70.230.000 davon 37.000 auf ETB  | Bettina Walter und Jennifer Dengler      | 3346 FB 71       |
|                 | Serie: Astrophysik - GAIA-Satellit | 45                | 7. Dezember           | 3.375.000 davon 37.000 auf ETB   | Andrea Voß-Acker                         | 3347             |
|                 | - Gravitationswellen | 70                | 7. Dezember           | 3.821.000 davon 37.000 auf ETB   | Andrea Voß-Acker                         | 3348             |
|                 | Serie: Design aus Deutschland - Lindinger Straßenbahn Stuttgart | 145               | 7. Dezember           | 3.865.000 davon 37.000 auf ETB   | Sibylle Haase und Fritz Haase            | 3349             |
|                 | 100. Geburtstag Heinrich Böll | 70                | 7. Dezember           | 4.307.000 davon 37.000 auf ETB   | Dieter Ziegenfeuter                      | 3350             |
| Dauermarken     | |                   |                       |                                  |                                          |                  |
| Bild            | Beschreibung | Werte in Eurocent | Ausgabe- datum (2017) | Auflage                          | Entwurf                                  | Mi.-Nr.          |
|                 | Serie: Blumen - Phlox | 5                 | 13. April             | ?.???.000                        | Stefan Klein und Olaf Neumann            | 3296             |
|                 | - Seerose | 45                | 11. Mai               | 42.217.500 davon 37.000 auf ETB  | Stefan Klein und Olaf Neumann            | 3303             |
|                 | - Johanniskraut | 90                | 11. Mai               | 22.660.000 davon 37.000 auf ETB  | Stefan Klein und Olaf Neumann            | 3304             |
|                 | - Winterling | 10                | 8. Juni               | ?.???.000                        | Stefan Klein und Olaf Neumann            | 3314             |
|                 | - Hasenglöckchen | 20                | 8. Juni               | ?.???.000                        | Stefan Klein und Olaf Neumann            | 3315             |
|                 | - Vergissmeinnicht | 345               | 10. August            | 2.444.600 davon 37.000 auf ETB   | Stefan Klein und Olaf Neumann            | 3324             |
| Automatenmarken | |                   |                       |                                  |                                          |                  |
| Bild            | Beschreibung | Werte in Euro     | Ausgabe- datum (2017) | Auflage                          | Entwurf                                  | Mi.-Nr.          |
|                 | Automatenmarke - Briefe schreiben | 0,01 – 36,75      | 3. Januar             | unbekannt                        | Thomas Serres                            | 8                |
|                 | - Briefe empfangen | 0,01 – 36,75      | 3. Januar             | unbekannt                        | Thomas Serres                            | 9                |